# Wazner
Wazner a fost un faraon (predinastic) al Egiptului antic, probabil în jurul anului 3050 î.Hr.. 